# Stenophrixothrix espiritensis
Stenophrixothrix espiritensis är en skalbaggsart som beskrevs av Wittmer 1996. Stenophrixothrix espiritensis ingår i släktet Stenophrixothrix och familjen Phengodidae. Inga underarter finns listade i Catalogue of Life.